# Morenitos
Morenitos är en ort i Mexiko.   Den ligger i kommunen Ojuelos de Jalisco och delstaten Jalisco, i den centrala delen av landet, 400 km nordväst om huvudstaden Mexico City. Morenitos ligger 2 156 meter över havet och antalet invånare är 402.
Terrängen runt Morenitos är platt åt nordost, men åt sydväst är den kuperad. Terrängen runt Morenitos sluttar österut. Runt Morenitos är det ganska glesbefolkat, med 21 invånare per kvadratkilometer. Närmaste större samhälle är Matancillas, 12,6 km sydost om Morenitos. Omgivningarna runt Morenitos är i huvudsak ett öppet busklandskap.